# پروفیل
پروفیل یا نیم‌رخ یا رُخ‌نما (به انگلیسی Profile) از نظر واژگان به معنای مقطع ثابت و طول بسیار است که در اصطلاح ساختمان‌سازی و ماشین‌سازی برای قطعات فلزی به‌کار می‌رود، که به اشکال گوناگون ساخته می‌شود.

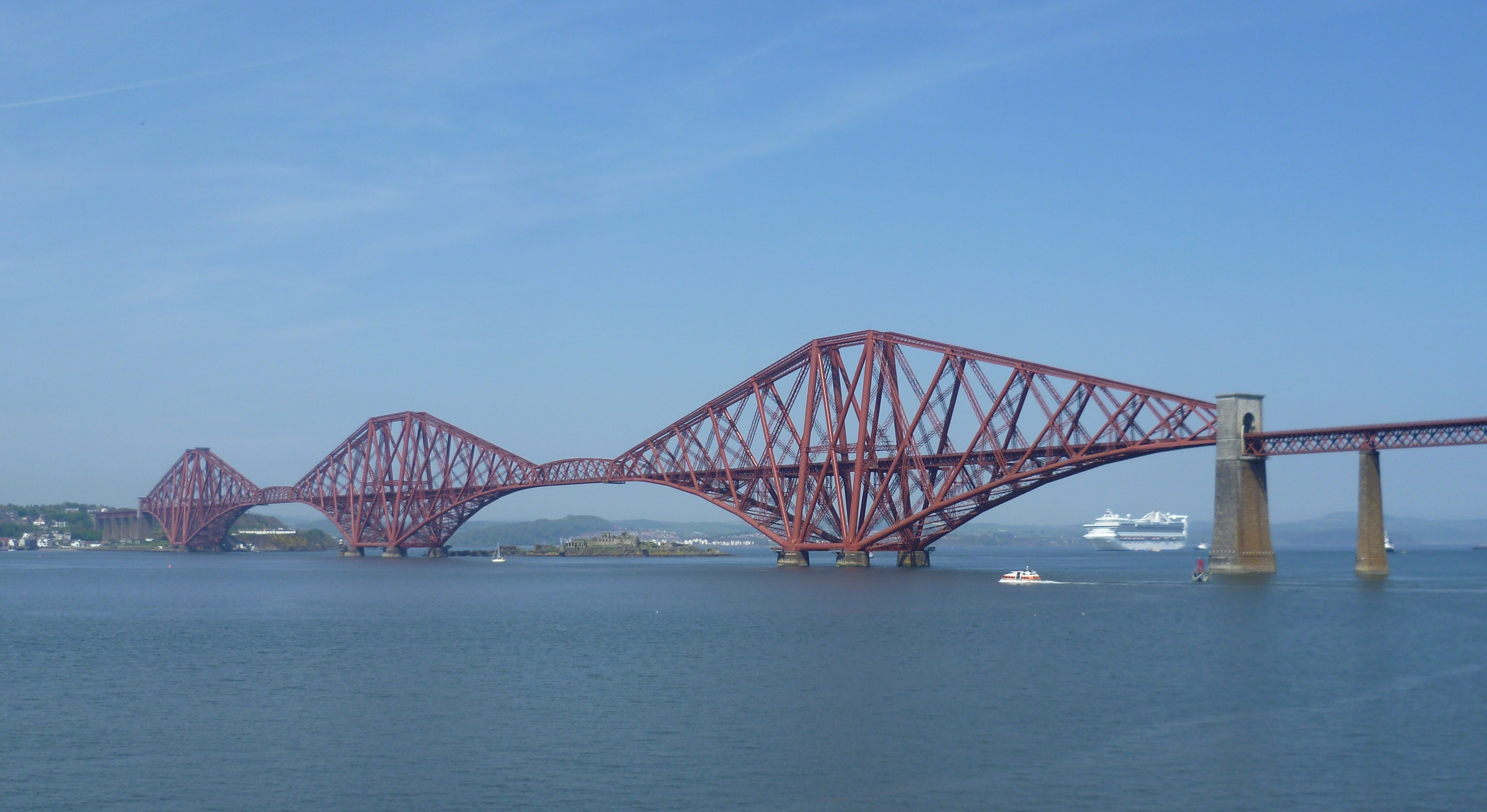
نمایی از پل Firth of Forth در کشور اسکاتلند ساخته شده از پروفیل های فولادی

## انواع پروفیل
پروفیل‌ها به صورت‌های گوناگون توسط کارخانجات ذوب‌آهن ساخته می‌شوند:
1. تیر آهن IPE
2. تیرآهن IPB
3. تیرآهن INP
4. نبشی
5. قوطی
6. ورق
7. تسمه
8. ناودانی UNP
9. میلگرد
10. لوله
11. سپری
12. لاپه یا زد Z
13. پروفیل‌های در و پنجره

## فرایند تولید پروفیل
تولید محصولات فولادی معمولا خارج از این دو روش نیست، یا به صورت نورد گرم تولید می‌شوند یا به صورت نورد سرد. گفتنی است تولید انواع لوله‌های فولادی نیز در شرایطی مشابه قوطی و پروفیل انجام می‌شود.

### تولید پروفیل با نورد گرم یا غیرمستقیم
در فرایند نورد گرم، محصول شمش که مواد اولیه تولید محسوب می‌شود، طی عملیات نوردکاری به لوله و درنهایت به پروفیل تبدیل می‌شود. لوله‌هایی که با این روش به دست می‌آید پس از جوش خوردن با عبور از دستگاه‌هایی که لوله را از همه طرف تحت فشار می‌گذارند، تغییر شکل می‌دهد و در نهایت پس از برشکاری در ابعاد مشخص، بسته‌بندی می‌شود.

### تولید پروفیل با نورد سرد یا مستقیم
مواد اولیه تولید پروفیل با نورد سرد معمولا ورق کلاف است که باید کیفیت بالایی نیز داشته باشد؛ تبدیل ورق به انواع پروفیل مراحل طولانی را طی می‌کند.
نخستین مرحله قرار گرفتن ورق در دستگاه برش است که این دستگاه کارکردهای مختلفی مانند قسمت ذخیره کلاف، کلاف‌گیر، ضربه‌گیر، میز حمل‌کننده، سیستم بازکننده طوقه کلاف، کنترل‌کننده کناره ورق برای تنظیم بهتر، صاف‌کننده ورق، گیوتین، قرقره‌های هدایتگر ورق، غلتک‌های تغذیه ورق، بخش برش، غلتک‌های جداکننده ورق بریده شده، نگهدارنده نوارها و نوارجمع‌کن، دارد.
در ابتدا ورق کلاف شده در دستگاه برش قرار گرفته و پس از باز شدن رول، با غلتک‌هایی صاف و مسطح می‌شود، رول بازشده پس از کمی حرارت‌دهی و نرم شدن، با گیوتین برش می‌خورد.
پس از برش ورق‌ها، در بخش شافت از هم جداسازی شده و به قسمت نوار جمع‌کن می‌رسند. در این بخش دو سر ورق به حالت مورد نظر تغییر شکل داده می‌شود. پس از این مرحله نوارهای شکل گرفته شده، به هم جوش خورده و پس از برش نیز بسته‌بندی می‌شوند.

## کتاب اشتال
مهندسان از کتاب اشتال برای محاسبات مقاطع فولادی (پروفیل‌ها) استفاده می‌کنند. در اشتال وزن و ابعاد و ضخامت و سایر مشخصات پروفیل‌ها نوشته شده است.

## ویژگی‌های پروفیل
پروفیل‌ها ویژگی‌های متعددی دارند که آن‌ها را به یک انتخاب مناسب در صنایع مختلف تبدیل می‌کند. انواع پروفیل‌ در هر شاخه با هر سایز و ضخامتی دارای استحکام بالا، مقاومت بالا در برابر خوردگی و زنگ‌زدگی، انعطاف‌پذیری بالا در اشکال و ابعاد متنوع، وزن سبک، قابلیت نصب آسان و انواع جوشکاری و برشکاری، قابلیت بازیافت و … هستند، که این ویژگی‌ها باعث می‌شوند پروفیل‌ها در صنایع ساختمانی، خودروسازی، مبلمان‌سازی و بسیاری از صنایع دیگر کاربرد گسترده‌ای داشته باشند. همچنین قیمت پروفیل بسته به نوع، ضخامت، جنس و برند تولیدکننده متفاوت است. علاوه بر این موارد، نوسانات بازار آهن، نرخ ارز و میزان عرضه و تقاضا نیز تأثیر مستقیم بر قیمت نهایی پروفیل دارند. 

## مزایا و معایب پروفیل
تا الان با کاربردهای انواع پروفیل‌ آشنا شدید. در کنار کاربردهای متنوع ما فایده و مزیت هر پروفیل را نیز برای شما توضیح دادیم. به طور کلی می‌توان مزایای پروفیل را تمام استفاده‌های مفید آن در صنایع مختلف نام برد. اما پروفیل‌ها معایبی هم دارند که استفاده از آنها را محدود می‌کند. برخی از این معایب عبارتند از:
- عدم توانایی تولید پروفیل‌‌های مختلف در کشور به‌ صورت انبوه: به دلیل نیاز به دستگاه‌های بسیار گران ‌قیمت و فناوری‌های خاص برای تولید انبوه انواع پروفیل‌‌ها، شرکت‌‌های کمی به تولید آن در ایران پرداخته‌اند و از نظر فراوانی نسبت به سایر آهن‌ آلات محدودتر هستند.
- دشوار بودن اتصالات صلب انواع پروفیل و افزایش هزینه: یکی از مهمترین معایب انواع پروفیل‌ها دشوار بودن اتصال آنها در محل هستند به ‌همین دلیل هزینه نصب آنها نیز زیاد است. تنها شرکت‌هایی که تجهیزات اتصال فوق مدرن ConXL را دارند می‌توانند این کار را با هزینه کمتر و دقت بالا انجام دهند.

## کاربردهای پروفیل
- از انواع تیرآهن و نبشی و ناودانی در صنعت ساختمان سازی نظیر تیر و ستون وال پست و غیره استفاده می‌شود.
- از انواع ورق با ضخامت‌های مختلف در صنایع ماشین سازی و ساختمان استفاده می‌شود نظیر ساخت ستون به صورت باکس
- پروفیل‌های مربع و مستطیل با مقاطع کوچک به عنوان نرده‌های فلزی برای در و پنجره منازل، کناره راه پله‌ها و همچنین نرده کشی اطراف دیوارهای کارخانجات و زمین‌های محصور شده و نرده پیاده روها و خیابان‌ها بکار می‌روند.
- پروفیل‌های مربع و مستطیل(قوطی) با مقاطع بزرگتر که معروف به ستونی می‌باشند موارد استفاده متعددی در صنعت و ساختمان سازی دارند این پروفیل‌ها که در مقاطع مربع ساخته می‌شوند در ساختن ستون و اسکلت فلزی ساختمان‌ها بکار روند. همچنین اگر این پروفیل‌ها با مشخصات فیزیکی قابل اطمینانی ساخته شوند می‌توانند در ساختن شاسی تریلرها و نفت‌کش‌ها استفاده شوند.
- از پروفیل‌های قوطی مربع و مستطیل در صنایع خودروسازی نیز استفاده می شود.
- از پروفیل‌های قوطی مربع در ساختن پایه میز و صندلی نیز استفاده می گردد.
- پروفیل‌هایی که به صورت Z تهیه می شوند اکثراً برای پوشش سقف سوله ها بکار می روند.
- پروفیل‌های نبشی و ناودانی با روش نورد سرد نیز تولید می شوند. از پروفیل‌های نبشی می‌توان در ساختن چهارچوب درهای بزرگ آهنی و انواع قالب های فلزی بکار رفته در ماشین آلات استفاده کرد. ناودانی های کوچک در مواردی نظیر در کرکره‌ای مغازه‌ها بکار می روند.

## منبع
1. ↑  دانشنامه آهن, میلگرد / نوشته شده توسط : مهندس بهروز فنایی / ۱۳-۰۲-۱۳۹۷
 ۲۳-۰۸-۱۳۹۷
2. ↑  کتاب جدول اشتال نوشته خانم مارتا اشتابدر بورگر مهندس آلمانی در سال ۱۹۳۸ میلادی
3. ↑  محصولات شرکت ذوب آهن اصفهان
4. ↑  محصولات شرکت فولاد خوزستان
5. ↑  محصولات شرکت اکسین اهواز
6. ↑  محصولات پروفیل ساوه
7. ↑  شرکت صنایع فولاد ماشین

- طراحی سازه‌های فولادی بر مبنای آیین‌نامه ایران (تألیف: شاپور طاحونی)
- مقررات ملی ساختمان مبحث ۱۰ ،۱۳۸۷

- مشارکت‌کنندگان ویکی‌پدیا. «Steel frame». در دانشنامهٔ ویکی‌پدیای انگلیسی، بازبینی‌شده در ۵ سپتامبر ۲۰۱۱.